# Чоловіче слово
«Чоловіче слово» (азерб. «Kişi sözü») — радянська музична лірична комедія 1987 року, що оповідає про відносини жителів села до таких понять, як честь і гідність, популярність. Фільм знятий на кіностудії «Азербайджанфільм».

## Сюжет
Шофер Гасим йде свататися до дочки знатного і шанованого Набі красуні Солмаз, але батько, мріючи про зятя з вищою освітою, не дає дозвіл на шлюб. Отримавши від майбутнього тестя обіцянку охороняти наречену від зазіхань наречених, Гасим їде і через деякий час повертається з дипломом. Однак він переконується в тому, що Набі не дотримав свого слова й у Солмаз з'явився новий наречений — дипломований і перспективний аптекар. Погорювавши, герой фільму незабаром закохується в милу і сором'язливу пастушку…

## У ролях
- Аждар Гамідов — Гасым
- Мухтар Авшаров — епізод
- Талят Рахманов — епізод
- Афрасіяб Мамедов — Набі
- Джахангір Мехтієв — Ніяз
- Джавахір Байрамова — епізод
- Лейла Бадирбейлі — епізод
- Санубар Іскандерова — Солмаз
- Ірада Гасанова — епізод
- Лятіфа Алієва — епізод
- Кямаля Абдуллаєва — епізод
- Ельнур Мехтієв — епізод
- Балабек Балабеков — епізод
- Назім Агаєв — Атаєв

## Знімальна група
- Режисер — Джахангір Мехдієв
- Сценарист — Ісі Мелік-заде
- Оператор — Едуард Галакчієв
- Композитор — Васіф Адигьозалов
- Художник — Фікрет Ахадов